# Nicolas Bochsa
Robert Nicolas-Charles Bochsa (9. august 1789 i Montmédy (Meuse) – 6. januar 1856 i Sydney) var en fransk komponist og harpevirtuos.
I en alder af 16 år
komponerede han en opera, der senere efterfulgtes
af seks andre (alle opført på Opéra-Comique),
1813 blev han ansat som harpenist hos
kejser Napoleon, beholdt denne stilling under
Ludvig XVIII, men måtte 1817 rømme landet
på grund af vekselfalsk.
Ophold i England
I London blev han en søgt lærer, foranstaltede orkesterkoncerter,
deltog i stiftelsen af Academy of Music (1822),
blev udnævnt til dronning Victorias første
harpenist, dirigerede 1826-32 den italienske opera
og forlod endelig landet med den berømte
sangerinde Anna Bishop, den engelske
komponist Bishops hustru, der rømte fra mand og
børn for at følge Bochsa på en række omfattende
koncertrejser, der førte ham gennem hele
Europa, Amerika og Australien.
Sæsonen 1839-40 i København
På disse rejser gæstede
kunstnerparret også København, hvor de en
tid lang (sæsonen 1839-40) spillede en ikke
ubetydelig rolle. De optrådte på Det Kongelige Teater,
og begejstringen for dem og tilløbet til
deres koncerter var så uhyre, at alle andre
musikalske forestillinger i den sæson led
derunder. Da Bochsa tillige var kendt som en
udmærket syngelærer – han havde under sit ophold
her deltaget i sangindstuderingen ved teatret
– en habil komponist og en dygtig
orkesterdirigent, kom det flere gange til alvorlige
forhandlinger mellem hoffet, teaterchefen og ham
om at ansætte ham i Sibonis stilling som
syngemester (korleder); men forhandlingerne strandede
på de uhyre fordringer, som Bochsa stillede.
Et varigere minde om Bochsas ophold ved Det Kongelige
Teater foreligger i nogle numre af musikken
til balletten »Erik Menveds Barndom«, som Bochsa
komponerede på opfordring af Bournonville.
Bochsa udgav en Methode pour la Harpe og har,
foruden de ovennævnte operaer, komponeret
en mængde sager for harpe, en del
kirkemusik, symfonier, ouverturer, et oratorium
Le déluge og et melodramatisk-symfonisk
tonemaleri i syv afdelinger »Tonernes Magt«.